# 藤井芳弘
藤井 芳弘 (ふじい よしひろ、1951年または1952年 - ) は、日本の地方公務員。東京都収用委員会事務局長、同動物園協会理事長を歴任。瑞宝小綬章受章。

## 人物・経歴
1971年 (昭和46年) 東京都庁入庁、福祉局総務課長、知事本局参事、建設局用地部長、同局道路管理部長、同局総務部長。2010年7月 野口孝の後任として収用委員会事務局長。同委員会の取扱件数が約100件前後で推移する中、「収用制度の活用プラン」をとりまとめ、権利者や起業者から十分な協力が得られれば、受理から裁決まで10カ月程度で終わるよう迅速性を求めた。2011年7月 細野友希を後任として同職、都庁退任。
同年 公益財団法人東京動物園協会理事長、2016年 三井住友海上火災公務部東京公務室顧問、2019年 練馬区参与、2022年 同特別参与。

## 栄典
- 2023年11月 令和5年秋の叙勲で瑞宝小綬章を受章[1]